# Ctenomys talarum
El tuco-tuco de los talas (Ctenomys talarum) es una especie de roedor histricomorfo de la familia Ctenomyidae endémica de Argentina, en especial de la provincia de Buenos Aires, sistemas orográficos de Ventania y de Tandilia y lugares como Faro Querandí.
Es un roedor subterráneo herbívoro que habita cuevas individuales, cerradas la mayor parte del tiempo. Forrajean excavando bajo tierra.
Como todos los de su género, sus sonidos más comunes son los repetitivos, estructurados, de tono bajo; que hizo bautizar su onomatopeya "tuc tuc" en que se basa el nombre común de las distintas especies. Son avisos territoriales, así mantienen separados los diferentes sistemas de galerías, y probablemente también la de localización espacial de individuos dentro de una misma población.
Otro sonido en el repertorio de los Ctenomys es de la hembra para avisar al macho sobre su receptividad reproductiva. El último repertorio de sonidos es el producido por el recién nacido al alejarse de la madre, y le desencadena el comportamiento de búsqueda y de recuperación del crío.

## Fuente
1. ↑  «Ecología de vertebrados del sudeste bonaerense». web.archive.org. 13 de noviembre de 2007. Archivado desde el original el 13 de noviembre de 2007. Consultado el 22 de julio de 2021.

- Pearson, O. 1996. Ctenomys talarum. 2006 IUCN Lista Roja de Especies Amenazadas; consultado el 29 de julio de 2007.
- Díaz, G., Ojeda, R. (Eds). 2000. Libro Rojo de Mamíferos Amenazados de la Argentina. Sociedad Argentina para el Estudio de los Mamíferos (SAREM). 106pp.

- Datos: Q305759
- Multimedia: Ctenomys talarum / Q305759
- Especies: Ctenomys talarum